# Saffiervliegenvanger
De saffiervliegenvanger (Ficedula sapphira) is een zangvogel uit de familie van vliegenvangers (Muscicapidae).

## Verspreiding en leefgebied
Deze soort komt voor van de Himalaya tot centraal China en centraal Laos en telt 3 ondersoorten:
- Ficedula sapphira sapphira: van de oostelijke Himalaya tot het zuidelijke deel van Centraal-China en noordelijk Myanmar.
- Ficedula sapphira laotiana: zuidelijk China en noordelijk Indochina.
- Ficedula sapphira tienchuanensis: het noordelijke deel van Centraal-en centraal China.